# Bataille aérienne d'El Mansoura
Guerre du Kippour
Batailles
- Opération Badr (1973)
- Bataille aérienne d'Ofira
- Première bataille du Mont Hermon
- Bataille de Lattaquié
- Deuxième bataille du Mont Hermon
- Bataille de Damiette (1973)
- Bataille aérienne d'El Mansoura
- Troisième bataille du Mont Hermon

La bataille aérienne d'El Mansoura a été une des batailles aériennes les plus importantes de la guerre du Kippour en 1973.

## Déroulement
La bataille a eu lieu près de la ville d'El Mansoura, dans la région du delta du Nil, où la 104e escadre aérienne a été principalement affecté. Le 14 octobre 1973, l'aviation israélienne a effectué une frappe aérienne contre la base aérienne d'El Mansoura, dans le but de détruire la 104e escadre aérienne pour atteindre la suprématie aérienne complète sur le front égyptien comme dans la guerre du Kippour (Guerre des 6 jours , plutôt ?? Cet bataille étant elle même une bataille de la guerre du Kippour)

L'étude détaillée des événements ne permet pas de valider les revendications initiales des deux armées.